# Anselm z Canterbury

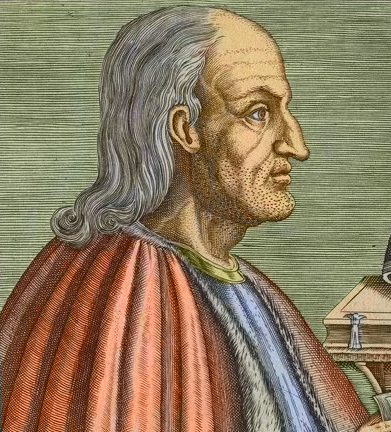
Svatý Anselm z Canterbury, rytina ze 17. stol.

Svatý Anselm z Canterbury (1033 nebo 1034 Aosta v severní Itálii – 21. dubna 1109 Canterbury), byl opat, arcibiskup v Canterbury, teolog a filosof, jeden ze zakladatelů scholastiky a člen řádu svatého Benedikta. V roce 1720 ho papež Klement XI. jmenoval učitelem církve.

## Život
Anselm se narodil v Aostě v Italských Alpách v zámožné šlechtické rodině pod jménem Anselmus Candiae Genavae a v patnácti letech chtěl vstoupit do blízkého kláštera. Tomu patrně zabránil jeho otec, který ho chtěl získat pro šlechtickou kariéru. Otcovo rozhodnutí nechalo na Anselmovi stopy v podobě psychické nemoci. Po uzdravení žil bezstarostný život a zanechal studií. Ve 23 letech odešel z domova a po třech letech putování (během této doby mu zemřela matka) po Francii přišel do benediktinského kláštera (v roce 1060) v Le Bec v Normandii, kde byl převorem slavný Lanfrank z Pavie, pozdější arcibiskup v Canterbury. Roku 1075 zde byl Anselm zvolen opatem. Roku 1066 dobyli Normani Anglii a klášter Le Bec tam získal velké majetky. Lanfrank i Anselm proto do Británie často zajížděli a Anselm si tam získal velice dobrou pověst.
V roce 1063 se Lanfrank rozhodl odejít do kláštera v Caen. Po jeho odchodu se stal Anselm arcibiskupem v Le Bec. Jejich přátelství však přetrvalo, o čemž svědčí dochovaná korespondence mezi těmito významnými mysliteli. Oba však toto rozdělení velmi těžko snášeli. Lanfrank dokonce napsal list papeži Alexandru II., ve kterém jej žádal, aby ho zbavil úřadu. Avšak nepochodil.
Za Anselmova převorství začala škola v Le Bec upadat. Nejen kvůli jinému stylu výuky, než která byla v té době běžná, ale také vinou Anselmova nezájmu o správní záležitosti. Zájem studentů o tuto školu neupadl úplně, avšak zvýšil se počet žáků, kteří raději putovali do Caen k Lanfrankovi.
Anselm vedl žáky především k neopomíjení jazyka a jeho užíváni při běžné řeči (v této době se častěji vypracovávaly rozbory Bible nebo učených traktátů). Také raději vyučoval analýzu jazyka, než výroky autorit, kterým nepřikládal na tuto dobu velký význam. Upouštěl také od přístupů k teologickým problémům, které vycházely z autority, citací a tradice. Cílem Anselmovy výuky nebylo porozumění tomu, co člověk říká, ale dopracování se k podstatě věci.
Anselm také v Le Bec podporoval mnišství, k němuž měl velikou úctu. Díky této úctě se zvyšoval počet příchozích mnichů do kláštera. Komunita se pod Anselmovým vedením rychle rozvíjela.
Díky své pověsti byl po smrti svého předchůdce Lanfranka 1089 přirozeným kandidátem a s jistými průtahy byl roku 1093 skutečně ustanoven arcibiskupem v Canterbury.
V té době právě začínal dlouhodobý zápas mezi papežem a panovníky o svrchovanost ve věcech církve, takzvaný boj o investituru. Anselm velmi rázně zastával papežské stanovisko a snažil se také získat zpět králem zabavené statky, proto léta 1097–1100 a opět 1103–1107 musel strávit v exilu v Lyonu ve Francii. Zemřel 21. dubna roku 1109 v Canterbury. Roku 1494 byl prohlášen za svatého a katolická, luterská i anglikánská církev slaví jeho památku 21. dubna.

### Anselmův přítel Lanfrank z Pavie
Pocházel ze severní Itálie, přesněji z Pavie (Anselm pocházel též ze severní Itálie, ale z Aosty), kde působil jako právník, proto inklinoval více než Anselm ke světským věcem. Byl Anselmovým učitelem. V době, kdy byl Anselm opatem v Herluinském klášteře (tento klášter založil nepříliš bohatý rytíř Herluin na svých pozemcích v Bonneville v roce 1034, zemřel v roce 1078), byl Lanfrank arcibiskupem v Canterbury.
Nejenom díky Anselmovi, ale i díky Lanfrankovi se stal klášter Le Bec velmi brzo slavným. Oba byli učiteli v tamní škole.
V roce 1063 se rozhodl odejít do Caen.

## Autorita = rozum
Anselm zastával názor, že díky rozumové úvaze může člověk dospět k pravdám křesťanské víry. Říkal, že odlišnost mezi žákem a učitelem nespočívá v úloze rozumu ani v jiném pochopení role či kompetentnosti dialektiky v náboženské problematice, ale v rozdělení důležitosti, kterou oba učenci přiřkli následování autorit. Jako příklad může posloužit korespondence mezi Anselmem a Lanfrankem. V této korespondenci je debata, ve které se Anselm odklonil od církevních otců a učitelů, přičemž Lanfrank je proti tomuto postupu.
Jedinou autoritou, kterou Anselm uznává, je Bible. Tu nazývá "auctoritas scripturae", "auctoritas sacra" či "divina auctoritas". Soudil, že veškerá pravda je obsažena v Písmu. Této pravdě rozum nemůže odporovat.
Anselm neměl v úmyslu dokládat svá tvrzení pomocí tradice. Byl přesvědčen o tom, že jenom rozum nás může dovést k pravdě. Chápe rozum (ratio) v širším smyslu. Rozum v jeho dílech vystupuje v několika úrovních, objevuje se také ve vztahu k dialektice. Také však rozum v jeho podání něco zahrnuje, logickou nutnost.
Ve svém díle Monologion hovoří o rozumu v souvislosti s tím, jakým způsobem existují věci. Rozum pro Anselma neznamená jen dialektické umění, ale i řád skutečnosti a odkazuje rozum k Bohu, neboť podle Anselma je rozum Bohu vlastní. Tvrdil, že v božském rozumu je obsažen řád a zákon všeho, tudíž i lidské přirozenosti, která je vybavena rozumem.

## Dílo
Hlavní Anselmova díla pocházejí z doby jeho působení v klášteře Le Bec. Nejznámější je Monologion (Samomluva) a Proslogion (Oslovení), v němž Anselm formuloval takzvaný ontologický důkaz Boží existence. Anselm jej ovšem nechápe jako důkaz v logickém smyslu, nýbrž jako rozumovou podporu své víry: kniha je psána jako oslovení a modlitba k Bohu. Vychází z toho, že Bůh je ta nejdokonalejší bytost, jakou lze vůbec myslet. ("to nad co nic většího nelze myslet") Kdyby však existovala pouze v naší mysli, bylo by možné myslet bytost ještě dokonalejší, jež by existovala i ve skutečnosti – což je spor. Proti této úvaze se postavil mnich Gaunilo a Anselm v další knize, Liber apologeticus, odpovídá na jeho námitky.
Anselm také vystoupil proti Roscelinovi z Compiegne, zakladateli nominalismu, na obranu realistického názoru, že obecné pojmy (univerzálie) představují svébytné skutečnosti. Další významné dílo Cur Deus homo (Proč se Bůh stal člověkem) se snaží vysvětlit úlohu Krista a jeho smrti na kříži. Podle Anselma Kristus svou obětí usmířil spravedlivý hněv Boží, způsobený lidskou neposlušností (tzv. satisfakční teorie). Dále napsal řadu filosofických a dogmatických dialogů (O pravdě, O svobodné vůli, O prvotním hříchu a panenském početí) a dialog o souladu Boží vševědoucnosti s lidskou svobodou. Kromě toho se zachovala řada jeho kázání, modliteb a dopisů.
Anselm se také účastnil sporu o výklad všemohoucnosti Boží, v němž byl jeho ideovým oponentem Petr Damián.

## Význam
Anselm byl jedním z prvních mezi křesťanskými teology, kteří se snažili svou víru také pochopit, případně opřít o rozumovou úvahu. Z této snahy o racionální vyjádření a diskusi teologických otázek vznikla scholastická filosofie a Anselm se pokládá za jejího zakladatele. Svůj filosoficko-teologický program vyjadřuje Anselm například takto: „Nehledám pochopení, abych uvěřil, nýbrž věřím, abych mohl pochopit. Neboť věřím i to, že kdybych nejdříve nevěřil, nemohl bych ani rozumět.“ To pak shrnul do slavné věty „fides quaerens intellectum“ (víra, jež hledá porozumění).
Velký význam v dějinách filosofie měl jeho důkaz Boží existence, později nazvaný ontologický, a to zejména použitím „metody sporu“. Patří mezi nejdiskutovanější filosofická témata. Anselmův postup odmítl už jeho současník, mnich Gaunilo, a později Tomáš Akvinský s poukazem na to, že od ideje nelze přecházet k věci. Jan Duns Scotus Anselmovu argumentaci zdokonalil a v plné šíři ji použil René Descartes v Meditacích o první filosofii, důkaz rozvíjel taktéž G. W. Leibniz. Naopak Immanuel Kant převzal argument Gaunilův a Tomášův a poukázal na rozdíl mezi existencí danou v pojmu a reálnou existencí věci vnímané smysly a odmítl taktéž i poněkud odlišný důkaz Leibnizův. Přeskočení z jedné roviny do druhé (ve scholastické terminologii „přechod do jiného rodu“) zakládá logický omyl a proto argument podle něj neplatí. K tomu se dnes kloní většina logiků i filosofů, Anselmova metoda je však stále předmětem rozmýšlení a diskusí. Anselmův výklad Kristovy oběti jako náhrady za urážku Boha člověkem (satisfakční teorie) měl nesmírný vliv na praxi západní církve a sehrál významnou úlohu i v argumentaci reformátorů. Anselm byl také tvůrcem westminsterského konkordátu.